# Christoph Hegge

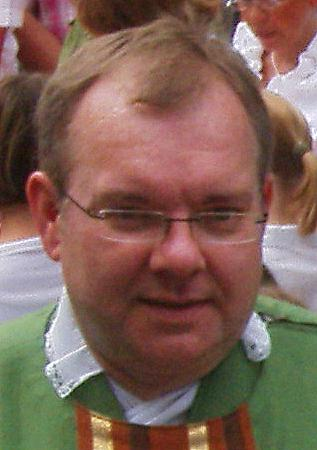
Christoph Hegge (2008)

Christoph Hegge (* 15. August 1962 in Rheine) ist ein deutscher Geistlicher und römisch-katholischer Weihbischof im Bistum Münster für die Region Borken/Steinfurt.

## Leben
Christoph Hegge besuchte das Arnold-Janssen-Gymnasium in Neuenkirchen und legte dort 1981 das Abitur ab. Anschließend studierte er Katholische Theologie sowie Philosophie und empfing am 10. Oktober 1988 in Sant’Ignazio di Loyola in Campo Marzio in Rom die Priesterweihe. 1989 wurde er Kaplan in Alpen St. Ulrich. Nachdem er 1991 weitere Studien aufgenommen hatte, wurde er in Kirchenrecht an der Gregoriana in Rom promoviert.
Bischof Reinhard Lettmann berief Hegge 1996 nach Münster zurück, wo er Kaplan und Privatsekretär des Bischofs und Domvikar am St.-Paulus-Dom wurde. 1997 wurde er zudem Promotor iustitiae am Bischöflichen Offizialat, dem Diözesangericht in Münster. 1999 wurde Hegge die Leitung der Bereiche Orden, Säkularinstitute und Geistliche Gemeinschaften im Generalvikariat in Münster übertragen. In dieser Funktion war er auch bis 2010 der Vorsitzende der Ordensreferentenkonferenz. Hegge ist Geistlicher Rat und war stellvertretender Generalvikar des Bistums Münster. Von 2002 bis 2010 war er Diözesanbeauftragter für den öffentlich-rechtlichen Rundfunk. 2004 wurde Christoph Hegge residierender Domkapitular am St.-Paulus-Dom.
Am 31. Mai 2010 ernannte ihn Papst Benedikt XVI. zum Titularbischof von Sicilibba und zum Weihbischof. Die Bischofsweihe spendete ihm Bischof Felix Genn am 29. August desselben Jahres im Dom zu Münster; Mitkonsekratoren waren der emeritierte Bischof von Münster, Reinhard Lettmann und der emeritierte Münsteraner Weihbischof Heinrich Janssen. Christoph Hegge ist als Regionalbischof für die Bistumsregion Borken/Steinfurt zuständig. Er hat einen Lehrauftrag für Kirchenrecht an der Katholisch-Theologischen Fakultät der Universität Münster und an der Päpstlichen Universität Gregoriana in Rom. Hegge ist Mitglied der Fokolarbewegung.
Im September 2016 wurde Hegge im Rahmen der Herbst-Vollversammlung der Deutschen Bischofskonferenz zum neuen Vorsitzenden der Kommission für Wissenschaft und Kultur gewählt. Damit trat er die Nachfolge des bisherigen Vorsitzenden Bischof em. Heinrich Mussinghoff an. Seit der Frühjahrs-Vollversammlung im Februar 2018 ist er stellvertretender Vorsitzender dieser Kommission. Außerdem gehört er der Jugendkommission an. Zudem wurde Weihbischof Hegge in seinem Amt als Beauftragter der Deutschen Bischofskonferenz für die bischöfliche Studienförderung Cusanuswerk bestätigt, das er seit 2013 innehat. Am 21. Juni 2021 berief ihn Papst Franziskus zum Mitglied der Apostolischen Signatur.
Christoph Hegge ist mit der Familie Berentzen verwandt, einem Alkohol- und Spirituosenhersteller mit Hauptsitz in Haselünne im Emsland.

## Wappen und Wahlspruch

Bischofswappen

Der Bischofswahlspruch Hegges lautet: Credidimus caritati – „Wir haben der Liebe geglaubt“.
Das obere Feld (roter Balken auf goldenem Grund) greift das Wappen des Bistums Münster auf, wo mit Ausnahme der römischen Studienzeit das Leben von Weihbischof Hegge verlaufen ist. Die drei goldenen Sterne nehmen Bezug zum Wappen der Stadt Rheine, der Heimat Hegges, die in der Region Borken-Steinfurt liegt, für die er zuständig ist. Der Stern wird auch in der Flagge von Tunesien geführt, in dem das Titularbistum Sicilibba liegt.
Der rote Grund des Feldes unten rechts weist auf seinen Namenspatron, den Märtyrer Christophorus hin. Die Rose mit ihrem silbernen Blütenkranz für die Gottesmutter Maria, die „makellose Rose“ (Laurentische Litanei) und mit dem roten Blütenkranz für die heilige Elisabeth, die Patronin in der Heimatpfarrei.
Das Feld unten links nimmt Bezug zum Wahlspruch. Das goldene Herz steht für die göttliche Liebe, die dadurch offenbar wurde, dass Gott seinen Sohn als Sühne für unsere Sünden gesandt hat (Kreuz). Der blaue Grund steht für die Menschen, auf Gottes Liebe, den Glauben. (Joh 4,7–16 )

## Ehrungen und Auszeichnungen
- 2012: Aufnahme in die Bruderschaft von Santa Maria dell’Anima

## Schriften
- Rezeption und Charisma – Der theologische und rechtliche Beitrag kirchlicher Bewegungen zur Rezeption des Zweiten Vatikanischen Konzils. In: Forschungen zur Kirchenrechtswissenschaft. Band 29. Echter, Würzburg 1999, ISBN 978-3-429-01907-5.
- mit Emil Mielenbrink (Hrsg.): Pilgerbuch – zur Seligsprechung von Schwester Maria Euthymia. dialogverlag Münster, Münster 2008, ISBN 978-3-402-03503-0.
- Kirche bricht auf – Die Dynamik der Neuen Geistlichen Gemeinschaften. Aschendorff, Münster 2005.
- mit Stefan Zekorn (Hrsg.): Entschieden Christ sein – Zeugnisse Prominenter aus Kirche und Gesellschaft. Butzon & Bercker, Kevelaer 2008, ISBN 978-3-7666-0969-4.
- mit Francesca Mele (Hrsg.): Written in Water: Visionen und Spiegelungen der Einsamkeit – Visioni e riflessi di solitudine. Aschendorff Verlag,, 2021, ISBN 978-3-402-24802-7.